# Drepanophiletis
Drepanophiletis é um gênero de traça pertencente à família Arctiidae.